# 田中辰明
田中 辰明（たなか たつあき、1940年(昭和15年)11月3日 - ）は、日本の建築学者、お茶の水女子大学名誉教授。
東京生まれ。1963年早稲田大学理工学部建築学科卒、65年同大学院理工学研究科建設工学専修修士課程修了、大林組技術研究所勤務。1971 - 73年ドイツ学術交流会奨学生としてベルリン工科大学ヘルマン・リーチェル研究所客員研究員。1979年「建築外皮構造の熱的評価に関する研究」で早大工学博士。1993年お茶の水女子大学生活科学部教授。2006年定年退官、名誉教授。同年ドイツ技術者協会（VDI）よりヘルマン・リーチェル栄誉メダルを授与される。

## 著書
- 『防寒構造と暖房』理工図書、1993
- 『ブルーノ・タウト 日本美を再発見した建築家』中公新書、2012
- 『ブルーノ・タウトと建築・芸術・社会』東海大学出版会、2014

### 共編著
- 『住居学概論』編 丸善 生活工学シリーズ、1994
- 『これからの外断熱住宅』柚本玲著 工文社、2007
- 『建築家ブルーノ・タウト 人とその時代,建築,工芸』柚本玲共著 オーム社、2010
- 『事例に学ぶ断熱計画・施工の考え方と進め方』柚本玲共著 オーム社、2011

### 翻訳
- ドイツ技術者協会 (VDI) 建築設備部会編『空調・暖房・衛生設備の計算図表』オーム社、1990

## 参考
- [ISBN 978-4-12-102169-4]
- 『現代日本人名録』2002年
- 田中辰明研究室